# 今月のわんこ生活
『今月のわんこ生活』（こんげつのわんこせいかつ）は、遠藤淑子による日本の漫画作品。
携帯向け配信サイト『comic.jp』に2008年12月号より配信されているエッセイ漫画。原則として4コマ漫画形式で構成。単行本は大都社より刊行されており、全4巻。

## 内容
愛犬ナナ（愛称「ナナっち」）とその飼い主である作者のドタバタな日常を描く。

## 書誌情報
- 遠藤淑子 『今月のわんこ生活』 大都社〈DAITOコミックス〉、全4巻
  1. 2010年1月15日発売、ISBN 978-4-8865-3483-5
  2. 2011年9月10日発売、ISBN 978-4-8865-3490-3
  3. 2013年1月25日発売、ISBN 978-4-8865-3494-1
  4. 2014年9月25日発売、ISBN 978-4-8649-5065-7

## 単行本に関して
- 単行本第1巻は、『ヘヴン』（白泉社文庫版）および『なごみクラブ』第2巻（竹書房）との3社3冊同時発売を記念して「エンコミ!2010」と称したキャンペーンが行われ[1]、帯にはこの2冊の広告が掲載された。
- 単行本第2巻は、『アリル 〜午後のお茶は妖精の国で 番外編〜』（祥伝社）および『スマリの森』（白泉社文庫版）との3社3冊同月発売となり、昨年のキャンペーンに続き「エンコミ!2011」と称して、帯と巻末にはこの2冊の広告が掲載された。